# Amstetten
Amstetten (AFI: [amˈʃtɛtn̩]) es una ciudad austríaca, capital del distrito homónimo, en Baja Austria.

## Localización geográfica
Se localiza geográficamente entre los 48°07' N y los 14°52' E, a una altitud de 275 m s. n. m., cuenta con una superficie de 52.22 km²; su población en 2024 fue de 23.899 habitantes, con una densidad de población de 459 habs/km².

## Historia
En los alrededores de Amstetten se encuentran restos de asentamiento humanos de la Edad de Piedra y de la Edad de Bronce. El primer asentamiento de la zona que se menciona en fuentes escritas es Ulmerfeld en 995. La primera mención histórica de Amstetten se produce in 1111. En 1858, la ciudad es unida al resto del Imperio austrohúngaro mediante ferrocarril. Desde 1868 se convierte en el centro administrativo local. Durante la Segunda Guerra Mundial hubo en Amstetten dos subcampamentos del campo de concentración de Mauthausen-Gusen.

## Caso Fritzl
La ciudad tuvo repercusión en la prensa a nivel internacional por ser el lugar donde cometió sus crímenes Josef Fritzl hasta el año 2008, el denominado monstruo de Amstetten, mantuvo secuestrada a su hija Elizabeth durante 24 años en un calabozo en su casa de esta localidad, abusándola sexualmente por más de quince años, a consecuencia de dichos abusos Elizabeth dio a luz a 7 hijos.

## Subdivisión administrativa
Amstetten se subdivide en 9 ayuntamientos catastrales (Katastralgemeinden)
| ayuntamiento catastral |
| ---------------------- |
| Edla                   |
| Greinsfurth            |
| Hausmening             |
| Mauer bei Amstetten    |
| Neufurth               |
| Greinsfurth            |
| Preinsbach             |
| Schönbichl             |
| Ulmerfeld              |

## Relaciones internacionales

### Ciudades Hermanadas
Amstetten está hermanada con:
- Ruelle-sur-Touvre, Charente desde 1972
- Podolsk, Rusia